# Poecilognathus
Poecilognathus is een vliegengeslacht uit de familie van de wolzwevers (Bombyliidae). De wetenschappelijke naam van het geslacht werd voor het eerst geldig gepubliceerd in 1867 door Jaennicke.

## Soorten
- P. badia (Coquillett, 1904)
- P. bicolor (Coquillett, 1904)
- P. inornata (Coquillett, 1904)
- P. loewi (Painter, 1965)
- P. marginata (Coquillett, 1904)
- P. punctipennis (Walker, 1849)
- P. relativitae (Evenhuis, 1985)
- P. scolopax (Osten Sacken, 1877)
- P. sulphurea (Loew, 1863)
- P. thlipsomyzoides Jaennicke, 1867
- P. unimaculata (Coquillett, 1904)